# Des tas de choses
Pour plus de détails, voir Fiche technique et Distribution.
Des tas de choses est un film suisse réalisé par Germinal Roaux, sorti en 2004.

## Synopsis
Ce film documentaire suit la vie de Thomas, un jeune trisomique de 26 ans qui est serveur dans une auberge communale à Satigny (Suisse).

## Fiche technique
- Titre : Des tas de choses
- Réalisation : Germinal Roaux
- Scénario : Germinal Roaux
- Société de production : Alpine Citizen Films
- Société de distribution : Alpine Citizen Films
- Pays d'origine :  Suisse
- Durée : 28 minutes
- Genre : documentaire

## Distribution
- Thomas Bouchardy

## Production
- Le tournage a duré 8 mois.

## Distinctions
- Ce court métrage en noir et blanc qui raconte la vie et les aspirations d'un jeune trisomique genevois, a reçu le Prix du meilleur film étranger au Festival du film de Dakar ainsi qu'une nomination pour le Prix du cinéma suisse 2005.